# Fridas første gang
Fridas første gang er en dansk novellefilm fra 1996 instrueret og skrevet af Charlotte Sachs Bostrup. Filmen har den nu afdøde skuespiller Mira Wanting i hovedrollen.

## Handling
Frida (Mira Wanting) og Mona (Louise Iversen) er to ganske almindelige forstadspiger på 15 år, som har besluttet sig for, at de vil finde en fyr hver, som de kan dyrke sex med. De tager S-toget til København, hvor de gør sig klar med sminke og omklædning på hovedbanegårdens toilet, og således begynder jagten på fyre i Københavns natteliv.

## Medvirkende
- Mira Wanting som Frida
- Louise Iversen som Mona
- Claus Gerving som Mark
- Anders Beckman som Jonas
- Henrik Sloth som Niels
- Mikkel Rosenberg som Rune
- Daniel Deutsh som Jesper
- Ken Vedsegaard som Lars
- Pauli Ryberg som Fellini bartender
- Søren Lenander som taxachauffør
- Andrea Vagn Jensen som kvinde på diskotek
- Gunvor Nolsøe som toilet dame
- Inge bæk som danser
- Glenn Tannoos som danser
- Kim Amtoft som danser